# Bandera de Delaware
La bandera de Delaware consiste en un diamante de color beis sobre un paño azul colonial, con el escudo de armas del estado de Delaware dentro del diamante. Debajo del mismo, la fecha "7 de diciembre de 1787", conmemora el día en que Delaware fue el primer estado en ratificar la Constitución de los Estados Unidos. Los colores de la bandera representan los colores del uniforme del general George Washington.
El escudo de armas en el centro de la bandera fue adoptado el 17 de enero de 1777. Está formado por tres franjas (verde, blanca y azul) situadas en horizontal, con motivos representativos de la agricultura local. Situado encima del escudo esta un barco de pesca. Flanqueando al escudo hay un granjero a la izquierda y un soldado a la derecha. El lema del estado, debajo del escudo, reza: "Liberty and Independence" ("Libertad e Independencia").
La bandera actual fue adoptada el 24 de julio de 1913.
Regimientos procedentes de Delaware lucharon bajo un estandarte similar durante la Guerra de Secesión